# The Charm
The Charm es el tercer álbum del rapero Bubba Sparxxx, lanzado el 4 de abril de 2006.

## Canciones
1. "Represent"
  - Produced by Organized Noise
2. "Heat It Up"
  - Produced by Mr. Collipark
3. "Claremont Lounge" (featuring Killer Mike and Cool Breeze)
  - Produced by Organized Noise
4. "As the Rim Spins"
  - Produced by Organized Noise
5. "That Man" (featuring Duddy Ken and Sleepy Brown)
  - Produced by Mr. DJ and Slimm Jim
6. "The Otherside" (featuring Petey Pablo and Sleepy Brown)
  - Produced by Organized Noise
7. "Ain't Life Grand" (featuring Scar)
  - Produced by Big Boi
8. "Run Away" (featuring Frankie J)"
  - Produced by James D. "Sted-Fast" Hargrove II & Jason "Koko" Bridges
9. "Wonderful"
  - Produced by Organized Noise
10. "Ms. New Booty" (featuring Ying Yang Twins)
  - Produced by Mr. Collipark
11. "Hey! (A Lil' Gratitude)"
  - Produced by Timbaland
12. "Mother Fucker" (Japan Bonus Track)

## Posicionamiento
| Listas (2006)                         | Posición |
| ------------------------------------- | -------- |
| U.S. Billboard 200                    | 9        |
| U.S. Billboard Top R&B/Hip-Hop Albums | 3        |
| U.S. Billboard Top Rap Albums         | 2        |

- Datos: Q7722197